# Премия Витгенштейна
Премия Витгенштейна (нем.Wittgenstein-Preis) — это австрийская научная премия, поддерживающая идею о том, что «учёным должна быть гарантирована максимально возможная свобода и гибкость в проведении исследований». Призовой фонд в размере до 1,5 миллиона евро делает её самой престижной научной премией Австрии. Эти средства привязаны к исследовательской деятельности в течение пяти лет после получения премии. Премия Витгенштейна названа в честь философа Людвига Витгенштейна и присуждается раз в год Австрийским научным фондом от имени Министерства науки Австрии.

## Цель
Премия присуждается в целях выражения признательности и поддержки выдающихся учёных Австрии в возрасте до 60 лет, которые создали исключительные научные работы и занимают видное место в международном научном сообществе. Лауреаты получают финансовую поддержку в размере до 1,5 миллиона евро, которая расходуется в течение пяти лет. Премия должна расширять исследовательские возможности лауреатов и их исследовательских групп.

## Номинация и требования
Кандидатов могут выдвигать ректоры, а также проректоры по научной работе австрийских университетов; президент Австрийской академии наук; президент Института науки и технологий Австрии; а также все предыдущие лауреаты премии Витгенштейна. Самовыдвижение не допускается, право выдвигать кандидатов есть у исследователей из любой области. Не существует квот, регулирующих распределение премий между предметными областями. Номинанты должны быть не старше 60 лет, постоянно работать в австрийском научно-исследовательском учреждении, быть признанными на международном уровне в своей области науки и проживать в Австрии не менее одного года на момент выдвижения кандидатуры. Лауреаты премии отбираются международным жюри экспертов, которое также отбирает лауреатов соответствующей премии Start-Preis.

## Награждённые
Одни из награждённых премии Витгенштейна являются:
- Петер Цоллер (физик-теоретик, преподаватель университета, физик)
- Ференц Краус (физик, преподаватель университета, физик-теоретик, учёный-ядерщик, физик-лазерщик, инженер-электрик)
- Вальтер Поль (медиевист, историк, преподаватель университета)